# 诺基亚7610
Nokia 7610是诺基亚于2004年3月18日於CeBIT發表、之後於同年7月推出的S60系统的智能手机。外观和按键采用不规则设计，是一款比较时尚的手机。有黑红和白色等外壳颜色。